# 7e étape du Tour de France Femmes 2025
Pour un article plus général, voir Tour de France Femmes 2025.
La 7e étape du Tour de France Femmes 2025 se déroule le vendredi 1er août 2025 entre Bourg-en-Bresse et Chambéry, sur une distance de 159,7 kilomètres.

## Parcours
La 7e étape entre Bourg-en-Bresse et Chambéry sur 159,7 kilomètres, avec un parcours en deux temps : une première moitié roulante à travers les plaines de l’Ain et les abords du Rhône, suivie d’un final nettement plus escarpé. Après près de 100 kilomètres propices à une échappée massive, la course s’anime dans les 60 derniers kilomètres avec la côte de Saint-Franc (3,8 km à 6,9 %) puis celle de Berland (1,2 km à 7,2 %), qui serviront de tremplin aux premières offensives. L’explication décisive est attendue dans l’ascension du col du Granier, long de 8,9 kilomètres à 5,4 %, avec des passages à plus de 9 % dans les derniers lacets. Une grimpeuse offensive pourrait y faire la différence avant de plonger dans une descente technique vers l’arrivée à Chambéry. Cette arrivée inédite, située en bas du col, impose vigilance et précision dans le placement, au terme d’un final aussi explosif que piégeux.

## Résultats
Cette section présente les résultats et prix obtenus au cours de l'étape.

Podium à Chambéry
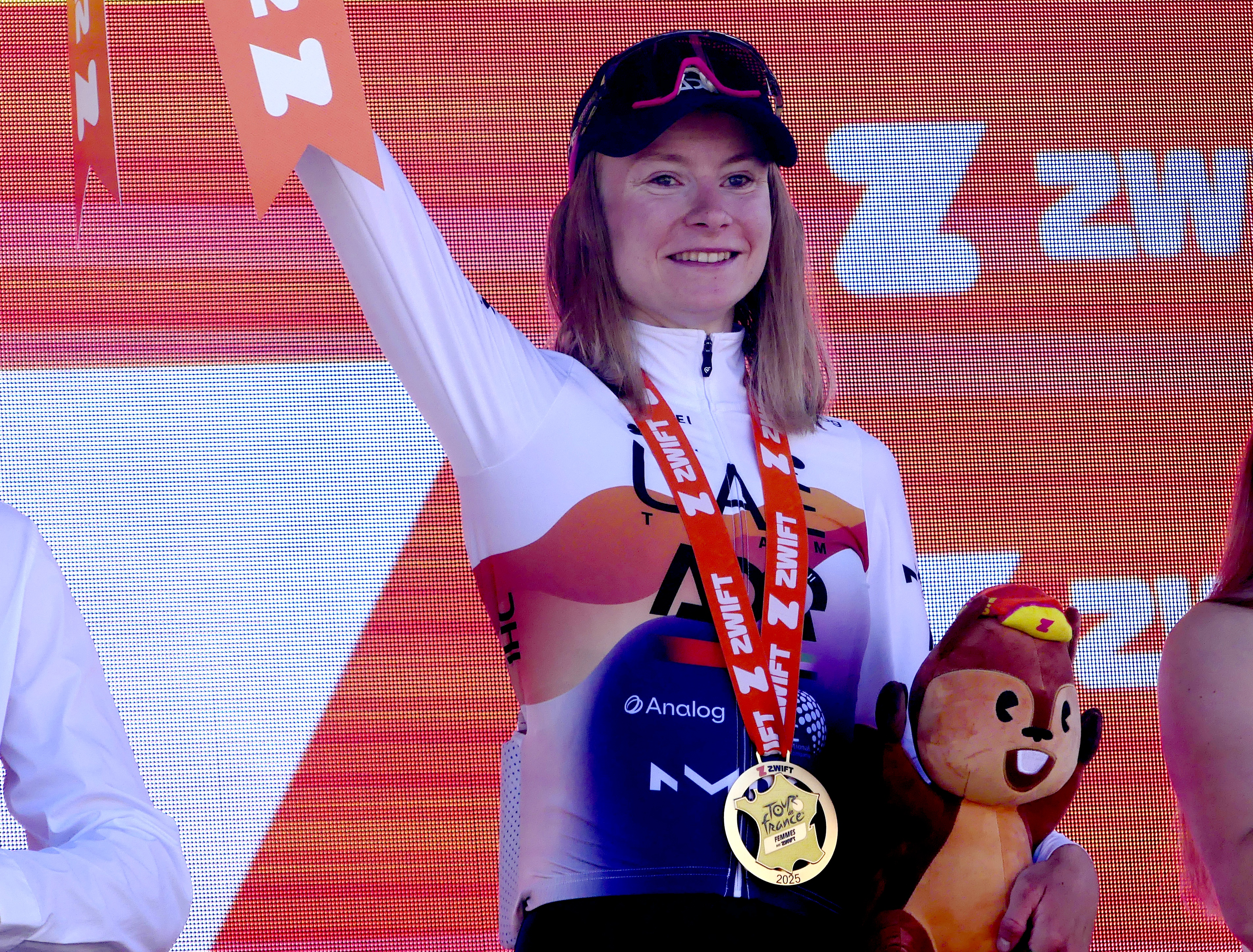
Maëva Squiban remporte l'étape.

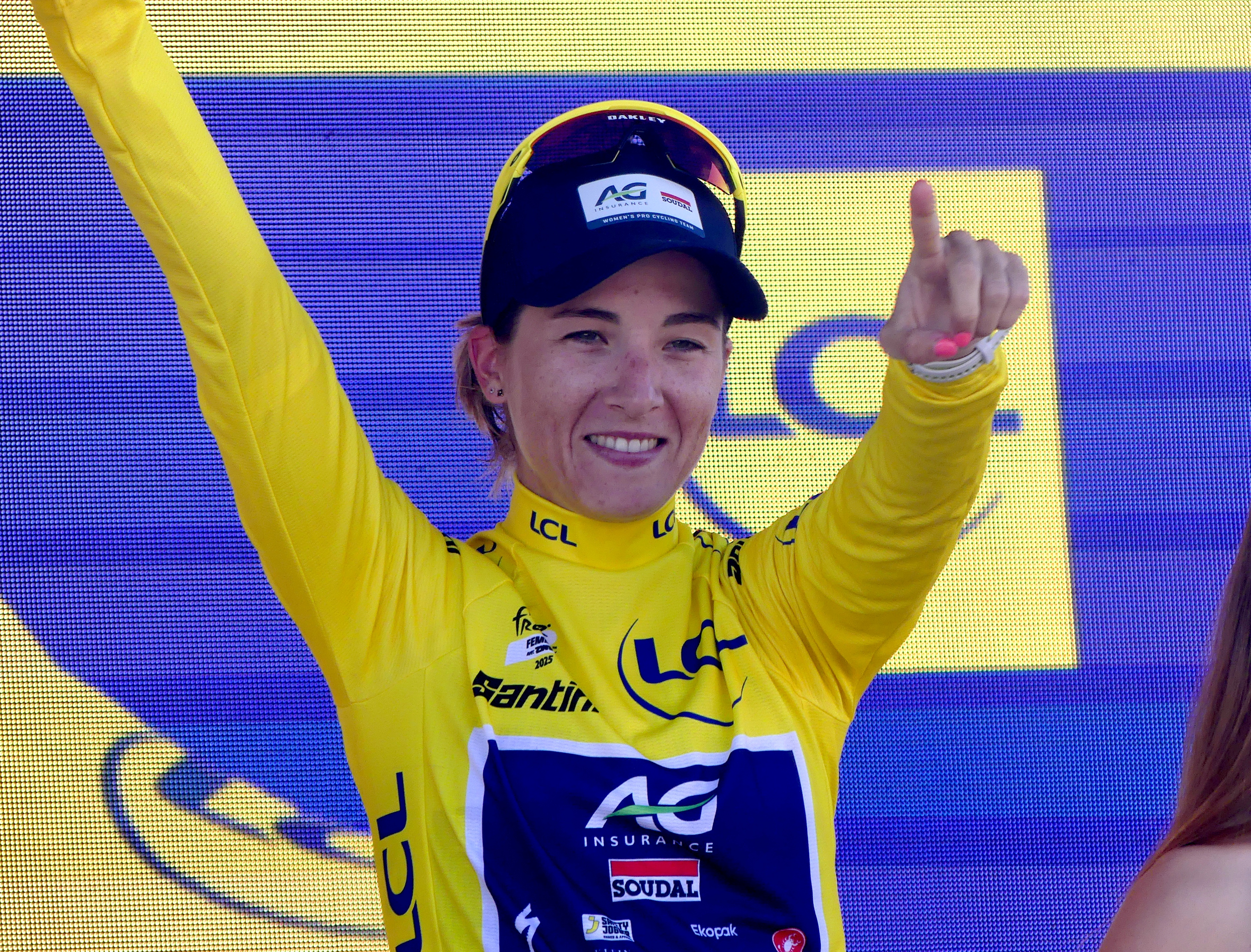
Kim Le Court Pienaar.
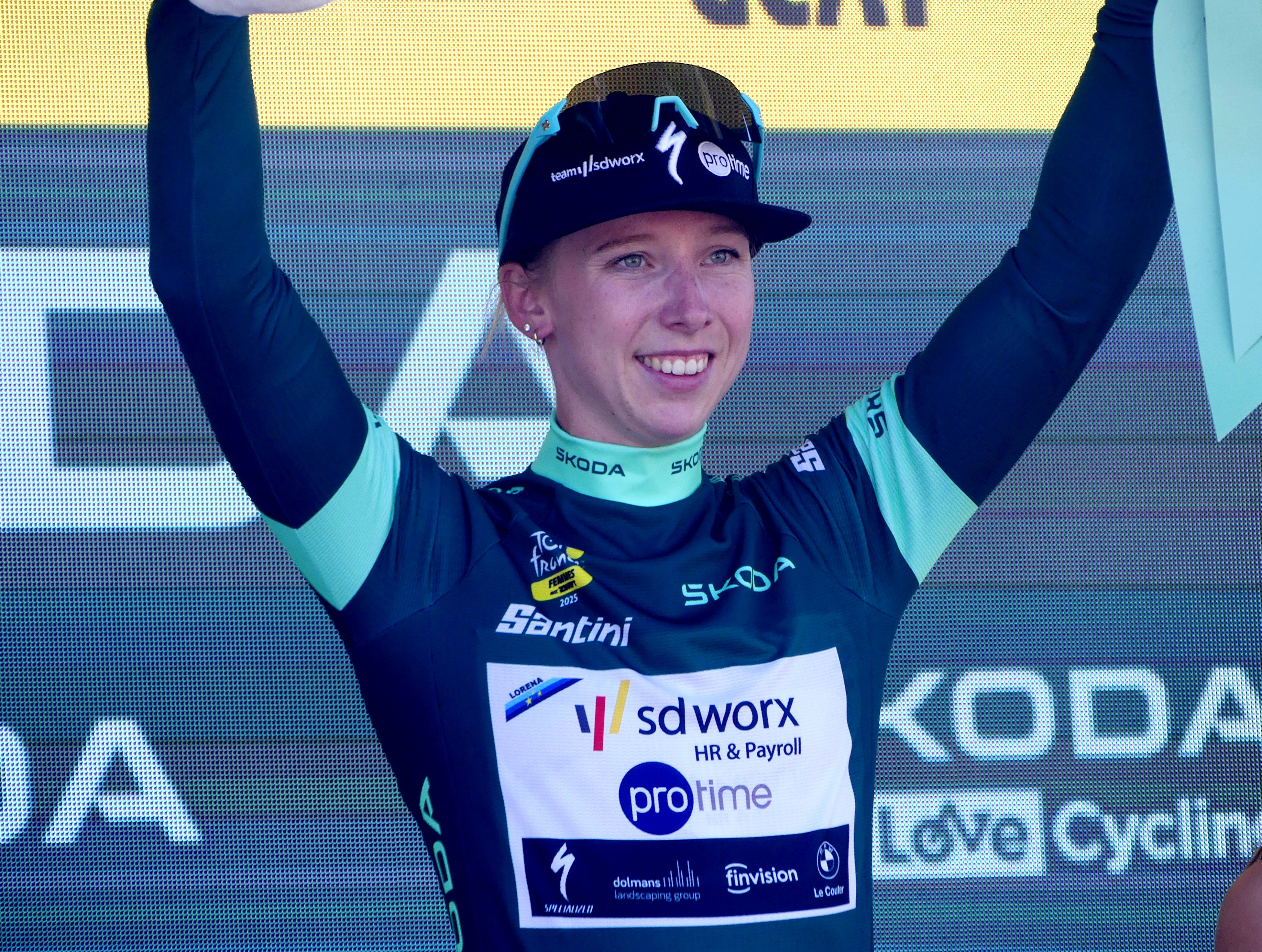
Lorena Wiebes.
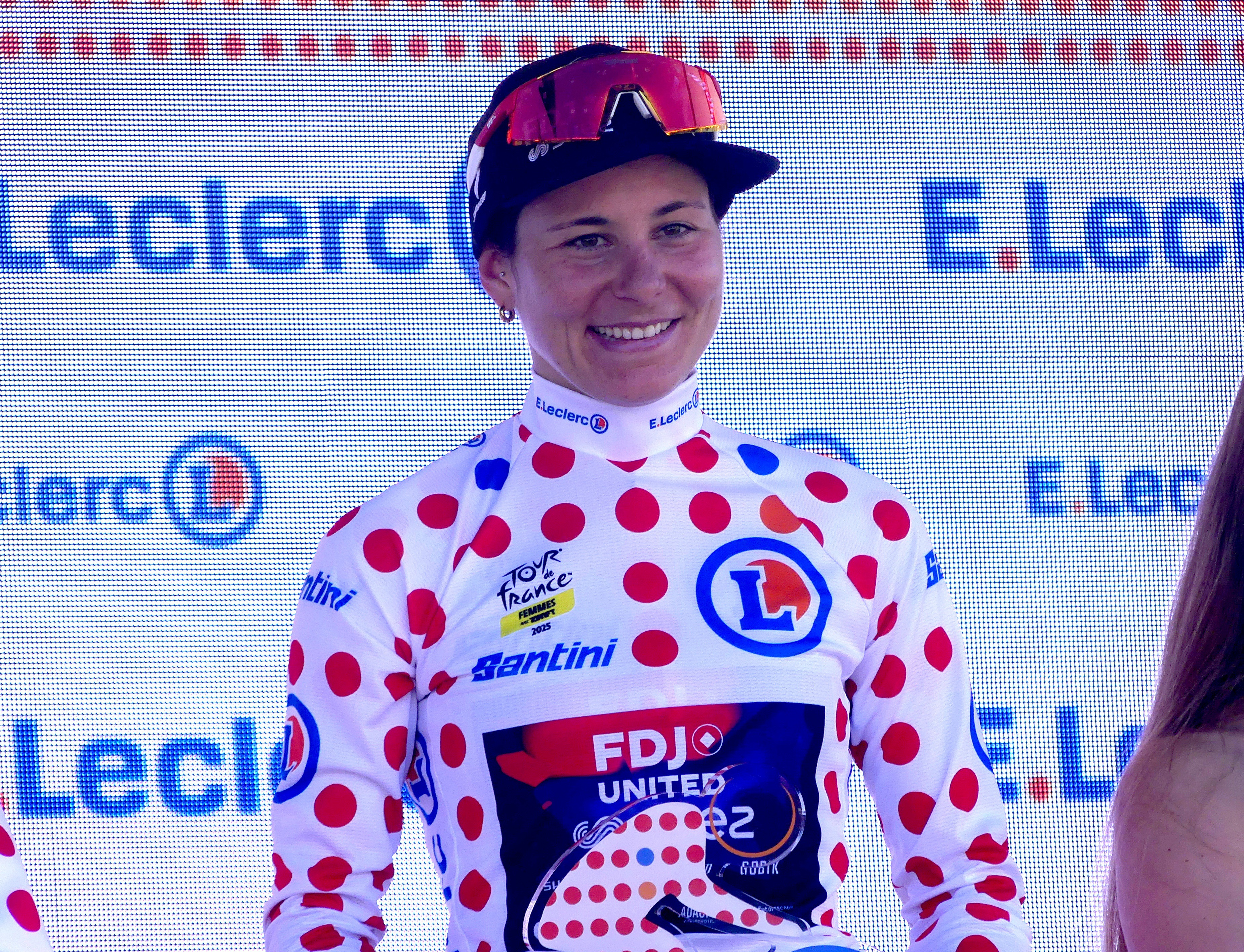
Élise Chabbey.
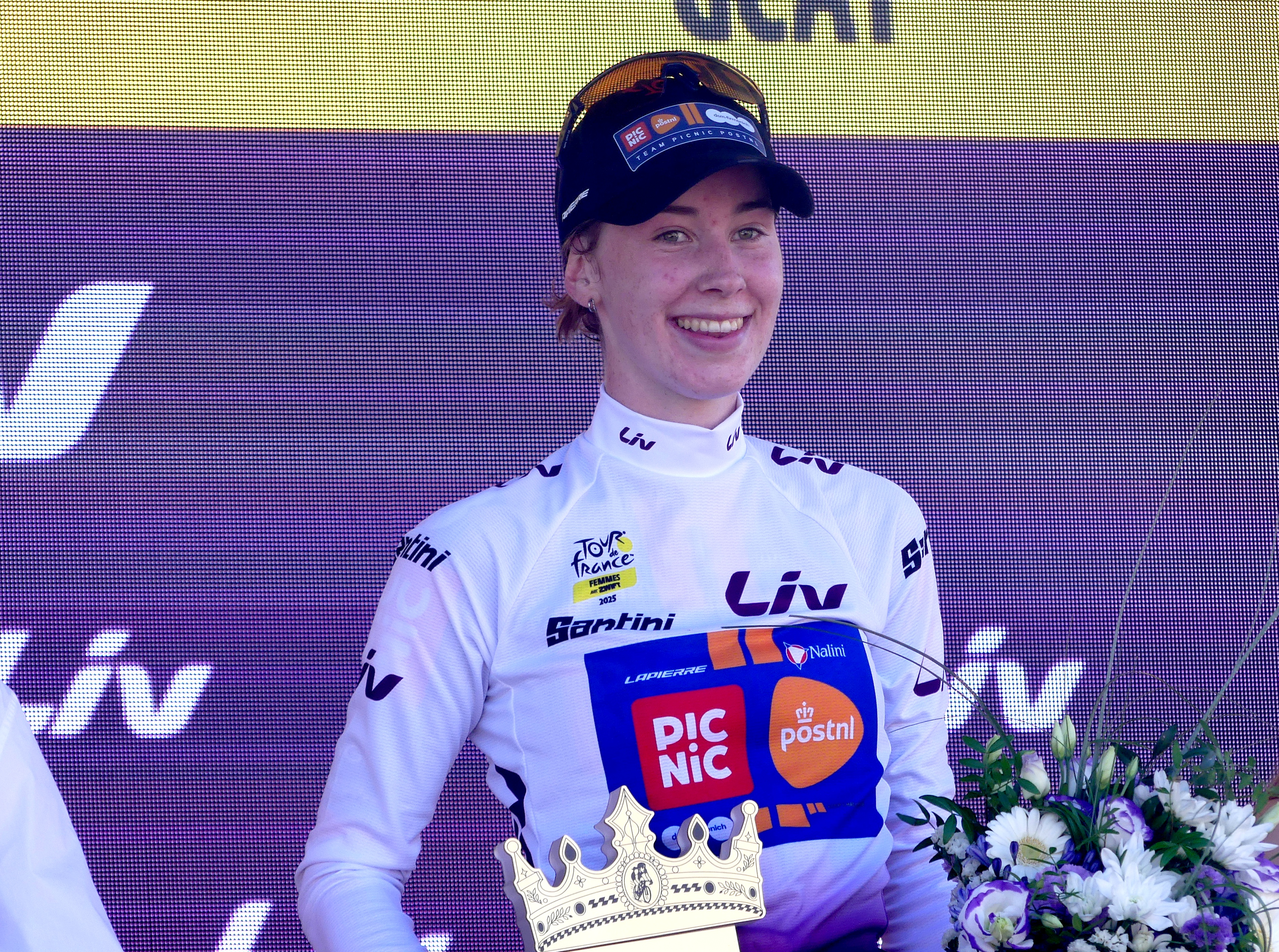
Nienke Vinke.

### Classement de l'étape
| Classement de la 7e étape | Classement de la 7e étape    | Classement de la 7e étape | Classement de la 7e étape | Classement de la 7e étape |
|                           | Coureur                      | Pays                      | Équipe                    | Temps                     |
| ------------------------- | ---------------------------- | ------------------------- | ------------------------- | ------------------------- |
| 1er                       | Maëva Squiban                | France                    | UAE ADQ                   | en 3 h 58 min 26 s        |
| 2e                        | Cédrine Kerbaol              | France                    | EF Education-Oatly        | + 51 s                    |
| 3e                        | Ruth Edwards                 | États-Unis                | Human Powered Health      | + 51 s                    |
| 4e                        | Shirin van Anrooij           | Pays-Bas                  | Lidl-Trek                 | + 53 s                    |
| 5e                        | Dominika Włodarczyk          | Pologne                   | UAE ADQ                   | + 1 min 0 s               |
| 6e                        | Kim Le Court Pienaar         | Maurice                   | AG Insurance-Soudal       | + 1 min 0 s               |
| 7e                        | Anna van der Breggen         | Pays-Bas                  | SD Worx-Protime           | + 1 min 0 s               |
| 8e                        | Demi Vollering               | Pays-Bas                  | FDJ-Suez                  | + 1 min 0 s               |
| 9e                        | Katarzyna Niewiadoma-Phinney | Pologne                   | Canyon-SRAM zondacrypto   | + 1 min 0 s               |
| 10e                       | Niamh Fisher-Black           | Nouvelle-Zélande          | Lidl-Trek                 | + 1 min 0 s               |
| modifier                  |                              |                           |                           |                           |

### Bonifications en temps
|   | Coureuse        | Pays       | Équipe               | Secondes |
| - | --------------- | ---------- | -------------------- | -------- |
| 1 | Maëva Squiban   | France     | UAE ADQ              | 10 s     |
| 2 | Cédrine Kerbaol | France     | EF Education-Oatly   | 6 s      |
| 3 | Ruth Edwards    | États-Unis | Human Powered Health | 4 s      |

### Points attribués
| Sprint intermédiaire Groslée-Saint-Benoît (km 73,2) | Sprint intermédiaire Groslée-Saint-Benoît (km 73,2) | Sprint intermédiaire Groslée-Saint-Benoît (km 73,2) | Sprint intermédiaire Groslée-Saint-Benoît (km 73,2) | Sprint intermédiaire Groslée-Saint-Benoît (km 73,2) |
| --------------------------------------------------- | --------------------------------------------------- | --------------------------------------------------- | --------------------------------------------------- | --------------------------------------------------- |
|                                                     | Coureur                                             | Pays                                                | Équipe                                              | Point(s)                                            |
| 1er                                                 | Fiona Mangan                                        | Irlande                                             | Winspace Orange Seal                                | 25                                                  |
| 2e                                                  | Alicia González Blanco                              | Espagne                                             | St Michel-Preference Home-Auber 93                  | 20                                                  |
| 3e                                                  | Ruth Edwards                                        | États-Unis                                          | Human Powered Health                                | 17                                                  |
| 4e                                                  | Lotte Kopecky                                       | Belgique                                            | SD Worx-Protime                                     | 15                                                  |
| 5e                                                  | Marie Le Net                                        | France                                              | FDJ-Suez                                            | 13                                                  |
| 6e                                                  | Eline Jansen                                        | Pays-Bas                                            | VolkerWessels                                       | 11                                                  |
| 7e                                                  | Alice Maria Arzuffi                                 | Italie                                              | Laboral Kutxa-Fundación Euskadi                     | 10                                                  |
| 8e                                                  | Célia Le Mouël                                      | France                                              | Ceratizit                                           | 9                                                   |
| 9e                                                  | Chloé Dygert                                        | États-Unis                                          | Canyon-SRAM zondacrypto                             | 8                                                   |
| 10e                                                 | Mareille Meijering                                  | Pays-Bas                                            | Movistar                                            | 7                                                   |
| 11e                                                 | Megan Jastrab                                       | États-Unis                                          | Picnic PostNL                                       | 6                                                   |
| 12e                                                 | Shirin van Anrooij                                  | Pays-Bas                                            | Lidl-Trek                                           | 5                                                   |
| 13e                                                 | Lucinda Brand                                       | Pays-Bas                                            | Lidl-Trek                                           | 4                                                   |
| 14e                                                 | Justine Ghekiere                                    | Belgique                                            | AG Insurance-Soudal                                 | 3                                                   |
| 15e                                                 | Maëva Squiban                                       | France                                              | UAE ADQ                                             | 2                                                   |
| modifier                                            |                                                     |                                                     |                                                     |                                                     |

| Arrivée d'étape Chambéry (km 159,7) | Arrivée d'étape Chambéry (km 159,7) | Arrivée d'étape Chambéry (km 159,7) | Arrivée d'étape Chambéry (km 159,7) | Arrivée d'étape Chambéry (km 159,7) |
| ----------------------------------- | ----------------------------------- | ----------------------------------- | ----------------------------------- | ----------------------------------- |
|                                     | Coureur                             | Pays                                | Équipe                              | Point(s)                            |
| 1er                                 | Maëva Squiban                       | France                              | UAE ADQ                             | 30                                  |
| 2e                                  | Cédrine Kerbaol                     | France                              | EF Education-Oatly                  | 25                                  |
| 3e                                  | Ruth Edwards                        | États-Unis                          | Human Powered Health                | 22                                  |
| 4e                                  | Shirin van Anrooij                  | Pays-Bas                            | Lidl-Trek                           | 19                                  |
| 5e                                  | Dominika Włodarczyk                 | Pologne                             | UAE ADQ                             | 17                                  |
| 6e                                  | Kim Le Court Pienaar                | Maurice                             | AG Insurance-Soudal                 | 15                                  |
| 7e                                  | Anna van der Breggen                | Pays-Bas                            | SD Worx-Protime                     | 13                                  |
| 8e                                  | Demi Vollering                      | Pays-Bas                            | FDJ-Suez                            | 11                                  |
| 9e                                  | Katarzyna Niewiadoma-Phinney        | Pologne                             | Canyon-SRAM zondacrypto             | 9                                   |
| 10e                                 | Niamh Fisher-Black                  | Nouvelle-Zélande                    | Lidl-Trek                           | 7                                   |
| 11e                                 | Lotte Kopecky                       | Belgique                            | SD Worx-Protime                     | 6                                   |
| 12e                                 | Pauline Ferrand-Prévot              | France                              | Visma-Lease a Bike                  | 5                                   |
| 13e                                 | Juliette Labous                     | France                              | FDJ-Suez                            | 4                                   |
| 14e                                 | Mareille Meijering                  | Pays-Bas                            | Movistar                            | 3                                   |
| 15e                                 | Célia Le Mouël                      | France                              | Ceratizit                           | 2                                   |
| modifier                            |                                     |                                     |                                     |                                     |

### Cols et côtes
| Côte de Saint-Franc (km 111,8) 2e catégorie (3,8 km à 6,9 %) | Côte de Saint-Franc (km 111,8) 2e catégorie (3,8 km à 6,9 %) | Côte de Saint-Franc (km 111,8) 2e catégorie (3,8 km à 6,9 %) | Côte de Saint-Franc (km 111,8) 2e catégorie (3,8 km à 6,9 %) | Côte de Saint-Franc (km 111,8) 2e catégorie (3,8 km à 6,9 %) |
| ------------------------------------------------------------ | ------------------------------------------------------------ | ------------------------------------------------------------ | ------------------------------------------------------------ | ------------------------------------------------------------ |
|                                                              | Coureur                                                      | Pays                                                         | Équipe                                                       | Point(s)                                                     |
| 1er                                                          | Maëva Squiban                                                | France                                                       | UAE ADQ                                                      | 5                                                            |
| 2e                                                           | Shirin van Anrooij                                           | Pays-Bas                                                     | Lidl-Trek                                                    | 3                                                            |
| 3e                                                           | Lotte Kopecky                                                | Belgique                                                     | SD Worx-Protime                                              | 2                                                            |
| 4e                                                           | Mareille Meijering                                           | Pays-Bas                                                     | Movistar                                                     | 1                                                            |
| modifier                                                     |                                                              |                                                              |                                                              |                                                              |

| Côte de Berland (km 124,5) 4e catégorie (1,2 km à 7,2 %) | Côte de Berland (km 124,5) 4e catégorie (1,2 km à 7,2 %) | Côte de Berland (km 124,5) 4e catégorie (1,2 km à 7,2 %) | Côte de Berland (km 124,5) 4e catégorie (1,2 km à 7,2 %) | Côte de Berland (km 124,5) 4e catégorie (1,2 km à 7,2 %) |
| -------------------------------------------------------- | -------------------------------------------------------- | -------------------------------------------------------- | -------------------------------------------------------- | -------------------------------------------------------- |
|                                                          | Coureur                                                  | Pays                                                     | Équipe                                                   | Point(s)                                                 |
| 1er                                                      | Maëva Squiban                                            | France                                                   | UAE ADQ                                                  | 2                                                        |
| 2e                                                       | Maud Rijnbeek                                            | Pays-Bas                                                 | VolkerWessels                                            | 1                                                        |
| modifier                                                 |                                                          |                                                          |                                                          |                                                          |

| \| Col du Granier (km 142,4) 2e catégorie (8,9 km à 5,4 %) \| Col du Granier (km 142,4) 2e catégorie (8,9 km à 5,4 %) \| Col du Granier (km 142,4) 2e catégorie (8,9 km à 5,4 %) \| Col du Granier (km 142,4) 2e catégorie (8,9 km à 5,4 %) \| Col du Granier (km 142,4) 2e catégorie (8,9 km à 5,4 %) \| \| ------------------------------------------------------- \| ------------------------------------------------------- \| ------------------------------------------------------- \| ------------------------------------------------------- \| ------------------------------------------------------- \| \| \| Coureur \| Pays \| Équipe \| Point(s) \| \| 1er \| Maëva Squiban \| France \| UAE ADQ \| 5 \| \| 2e \| Mareille Meijering \| Pays-Bas \| Movistar \| 3 \| \| 3e \| Ruth Edwards \| États-Unis \| Human Powered Health \| 2 \| \| 4e \| Shirin van Anrooij \| Pays-Bas \| Lidl-Trek \| 1 \| \| modifier \| \| \| \| \| |                    |            |                      |          |
| Col du Granier (km 142,4) 2e catégorie (8,9 km à 5,4 %) |                    |            |                      |          |
| | Coureur            | Pays       | Équipe               | Point(s) |
| 1er | Maëva Squiban      | France     | UAE ADQ              | 5        |
| 2e | Mareille Meijering | Pays-Bas   | Movistar             | 3        |
| 3e | Ruth Edwards       | États-Unis | Human Powered Health | 2        |
| 4e | Shirin van Anrooij | Pays-Bas   | Lidl-Trek            | 1        |
| modifier |                    |            |                      |          |

### Prix de la combativité
- Maëva Squiban  (UAE ADQ)

## Classements à l'issue de l'étape
Cette section présente le classement général et les différents classements annexes à l'issue de l'étape.

### Classement général
| Classement général | Classement général           | Classement général | Classement général      | Classement général  |
|                    | Coureur                      | Pays               | Équipe                  | Temps               |
| ------------------ | ---------------------------- | ------------------ | ----------------------- | ------------------- |
| 1er                | Kim Le Court Pienaar         | Maurice            | AG Insurance-Soudal     | en 22 h 28 min 31 s |
| 2e                 | Pauline Ferrand-Prévot       | France             | Visma-Lease a Bike      | + 26 s              |
| 3e                 | Katarzyna Niewiadoma-Phinney | Pologne            | Canyon-SRAM zondacrypto | + 30 s              |
| 4e                 | Demi Vollering               | Pays-Bas           | FDJ-Suez                | + 31 s              |
| 5e                 | Anna van der Breggen         | Pays-Bas           | SD Worx-Protime         | + 35 s              |
| 6e                 | Pauliena Rooijakkers         | Pays-Bas           | Fenix-Deceuninck        | + 1 min 4 s         |
| 7e                 | Cédrine Kerbaol              | France             | EF Education-Oatly      | + 1 min 9 s         |
| 8e                 | Sarah Gigante                | Australie          | AG Insurance-Soudal     | + 1 min 14 s        |
| 9e                 | Évita Muzic                  | France             | FDJ-Suez                | + 1 min 35 s        |
| 10e                | Juliette Labous              | France             | FDJ-Suez                | + 1 min 35 s        |
| modifier           |                              |                    |                         |                     |

| Classement par points | Classement par points        | Classement par points | Classement par points   | Classement par points |
| --------------------- | ---------------------------- | --------------------- | ----------------------- | --------------------- |
|                       | Coureur                      | Pays                  | Équipe                  | Point(s)              |
| 1er                   | Lorena Wiebes                | Pays-Bas              | SD Worx-Protime         | 208 points            |
| 2e                    | Marianne Vos                 | Pays-Bas              | Visma-Lease a Bike      | 178 pts               |
| 3e                    | Kim Le Court Pienaar         | Maurice               | AG Insurance-Soudal     | 133 pts               |
| 4e                    | Demi Vollering               | Pays-Bas              | FDJ-Suez                | 108 pts               |
| 5e                    | Anna van der Breggen         | Pays-Bas              | SD Worx-Protime         | 88 pts                |
| 6e                    | Katarzyna Niewiadoma-Phinney | Pologne               | Canyon-SRAM zondacrypto | 79 pts                |
| 7e                    | Franziska Koch               | Allemagne             | Picnic PostNL           | 70 pts                |
| 8e                    | Eline Jansen                 | Pays-Bas              | VolkerWessels           | 65 pts                |
| 9e                    | Pauline Ferrand-Prévot       | France                | Visma-Lease a Bike      | 64 pts                |
| 10e                   | Élise Chabbey                | Suisse                | FDJ-Suez                | 55 pts                |
| modifier              |                              |                       |                         |                       |

| Classement de la meilleure grimpeuse | Classement de la meilleure grimpeuse | Classement de la meilleure grimpeuse | Classement de la meilleure grimpeuse | Classement de la meilleure grimpeuse |
| ------------------------------------ | ------------------------------------ | ------------------------------------ | ------------------------------------ | ------------------------------------ |
|                                      | Coureur                              | Pays                                 | Équipe                               | Point(s)                             |
| 1er                                  | Élise Chabbey                        | Suisse                               | FDJ-Suez                             | 29 points                            |
| 2e                                   | Maëva Squiban                        | France                               | UAE ADQ                              | 17 pts                               |
| 3e                                   | Silke Smulders                       | Pays-Bas                             | Liv AlUla Jayco                      | 17 pts                               |
| 4e                                   | Brodie Chapman                       | Australie                            | UAE ADQ                              | 14 pts                               |
| 5e                                   | Anna van der Breggen                 | Pays-Bas                             | SD Worx-Protime                      | 4 pts                                |
| 6e                                   | Shirin van Anrooij                   | Pays-Bas                             | Lidl-Trek                            | 4 pts                                |
| 7e                                   | Yara Kastelijn                       | Pays-Bas                             | Fenix-Deceuninck                     | 4 pts                                |
| 8e                                   | Mareille Meijering                   | Pays-Bas                             | Movistar                             | 4 pts                                |
| 9e                                   | Maud Rijnbeek                        | Pays-Bas                             | VolkerWessels                        | 3 pts                                |
| 10e                                  | Mavi García                          | Espagne                              | Liv AlUla Jayco                      | 2 pts                                |
| modifier                             |                                      |                                      |                                      |                                      |

| Classement général de la meilleure jeune | Classement général de la meilleure jeune | Classement général de la meilleure jeune | Classement général de la meilleure jeune | Classement général de la meilleure jeune |
|                                          | Coureur                                  | Pays                                     | Équipe                                   | Temps                                    |
| ---------------------------------------- | ---------------------------------------- | ---------------------------------------- | ---------------------------------------- | ---------------------------------------- |
| 1er                                      | Nienke Vinke                             | Pays-Bas                                 | Picnic PostNL                            | en 22 h 37 min 46 s                      |
| 2e                                       | Julie Bego                               | France                                   | Cofidis                                  | + 21 s                                   |
| 3e                                       | Titia Ryo                                | France                                   | Arkéa-B&B Hotels                         | + 9 min 18 s                             |
| 4e                                       | Francesca Barale                         | Italie                                   | Picnic PostNL                            | + 23 min 42 s                            |
| 5e                                       | Marion Bunel                             | France                                   | Visma-Lease a Bike                       | + 29 min 3 s                             |
| 6e                                       | Clémence Latimier                        | France                                   | Arkéa-B&B Hotels                         | + 41 min 26 s                            |
| 7e                                       | Imogen Wolff                             | Royaume-Uni                              | Visma-Lease a Bike                       | + 54 min 41 s                            |
| 8e                                       | Millie Couzens                           | Royaume-Uni                              | Fenix-Deceuninck                         | + 1 h 5 min 28 s                         |
| 9e                                       | Flora Perkins                            | Royaume-Uni                              | Fenix-Deceuninck                         | + 1 h 10 min 41 s                        |
| 10e                                      | Kiara Lylyk                              | Canada                                   | Winspace Orange Seal                     | + 1 h 14 min 54 s                        |
| modifier                                 |                                          |                                          |                                          |                                          |

| Classement par équipes | Classement par équipes  | Classement par équipes | Classement par équipes |
|                        | Équipe                  | Pays                   | Temps                  |
| ---------------------- | ----------------------- | ---------------------- | ---------------------- |
| 1re                    | FDJ-Suez                | France                 | en 67 h 29 min 14 s    |
| 2e                     | AG Insurance-Soudal     | Belgique               | + 6 min 2 s            |
| 3e                     | Canyon-SRAM zondacrypto | Allemagne              | + 12 min 53 s          |
| 4e                     | Visma-Lease a Bike      | Pays-Bas               | + 19 min 29 s          |
| 5e                     | Fenix-Deceuninck        | Belgique               | + 20 min 31 s          |
| 6e                     | Lidl-Trek               | États-Unis             | + 25 min 43 s          |
| 7e                     | Liv AlUla Jayco         | Australie              | + 25 min 51 s          |
| 8e                     | EF Education-Oatly      | États-Unis             | + 42 min 40 s          |
| 9e                     | UAE ADQ                 | Émirats arabes unis    | + 45 min 44 s          |
| 10e                    | Human Powered Health    | États-Unis             | + 50 min 3 s           |
| modifier               |                         |                        |                        |

## Abandon(s)
Deux coureuses ont abandonné au cours de l'étape :
- Soraya Paladin (Canyon-SRAM zondacrypto) : abandon ;
- Elyne Roussel (St Michel-Preference Home-Auber 93) : abandon.